# Lucien Leduc
Lucien Leduc (Le Portel, 1918. december 30. – Annecy, 2004. július 17.) francia labdarúgó-középpályás, edző.